# Pentagón Jr.
Pentagón Jr. (Ecatepec, 26 de fevereiro de 1985) é um luchador enmascarado mexicano, ou seja, um lutador de luta livre profissional mascarado. Ele trabalha atualmente para a WWE, na marca Raw, sob o nome de ringue Penta. Ele é mais conhecido por seu tempo nas promoções mexicanas Lucha Libre AAA Worldwide (AAA), Consejo Mundial de Lucha Libre (CMLL) e em promoções americanas como Lucha Underground, Impact Wrestling, All Elite Wrestling (AEW), Ring of Honor (ROH), Major League Wrestling (MLW), AAW Wrestling e Pro Wrestling Guerrilla (PWG). Ele é o irmão mais velho de Rey Fénix, com quem forma a dupla The Lucha Bros.
A carreira de Pentagón começou no México em 2007. Em 2010, ele passou a trabalhar com a AAA, onde conquistou os títulos de campeão Latino-Americano, campeão de duplas mistas, campeão mundial de duplas e foi o vencedor do Rey de Reyes de 2016. De 2014 a 2018, ele foi destaque na série de TV de luta livre Lucha Underground, onde conquistou o Campeonato Gift of The Gods e o Campeonato do Lucha Underground. Isso levou ele e seu irmão a trabalharem em mais promoções nos Estados Unidos. No ano seguinte, eles atuaram na Impact Wrestling, Pro Wrestling Guerrilla e Major League Wrestling, entre outras promoções, vencendo diversos títulos de duplas. Pentagón também conquistou o Campeonato Mundial do Impact e novamente o Campeonato do Lucha Underground.
De 2019 a 2024, Pentagón trabalhou na AEW ao lado de seu irmão, também como parte do grupo Death Triangle, junto com Pac. Durante esse período, ele foi campeão mundial de trios da AEW, campeão mundial de duplas da AEW e campeão mundial de duplas da ROH.
Seu nome verdadeiro é desconhecido, como é comum com os lutadores mascarados no México, onde suas vidas privadas são mantidas em segredo do público fã de luta livre.

## Início de vida
Pentagón Jr. nasceu em 26 de fevereiro de 1985, em Ecatepec, Estado do México. Não está claro exatamente quantos irmãos e irmãs ele tem, mas ele tem um irmão mais novo que também é lutador profissional, mais conhecido pelo nome de ringue Rey Fénix.

## Carreira na luta livre profissional

### Início de carreira (2004–2010)
Como o homem por trás da máscara de Pentagón Jr. nunca foi desmascarado no ringue, pouco se sabe sobre seu histórico anterior além do que foi revelado pelo próprio lutador, o que é tradicional na Lucha libre. De acordo com Pentagón Jr., ele foi treinado por Skayde e fez sua estreia em 2004, atuando como o personagem mascarado "Zaius". Seu primeiro combate verificado foi em 9 de abril de 2008, onde Zaius formou uma dupla com Black Star, perdendo para seus irmãos, que lutavam como os personagens mascarados Máscara Oriental e El Niño de Fuego. Ele conquistaria seu primeiro campeonato em 26 de julho de 2009, quando derrotou Mesalla para ganhar o Campeonato Intercontinental da WCW, em uma Lucha de Apuestas ("luta de apostas"), onde Zaius colocou sua máscara em jogo. Os registros não deixam claro se ou quando ele perdeu o campeonato.

### Lucha Libre AAA Worldwide (2010–2017)

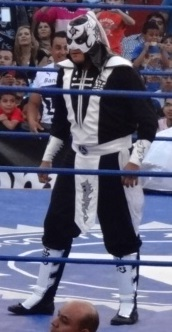
Pentagón Jr. no ringue durante seu tempo na AAA.

Ainda trabalhando como Zaius, o futuro Pentagón Jr. fez uma luta teste em uma luta dark para a AAA em 9 de setembro de 2010, fazendo equipe com Pesadilla para derrotar a dupla Konami e Máscara Oriental. Em 2011, ele começou a trabalhar regularmente para a AAA, usando o nome de "Dark Dragon", enquanto também trabalhava no circuito independente como Zaius. Como Dark Dragon, ele se juntou ao grupo rudo de médio escalão da AAA, La Milicia. No mesmo período em que ele recebeu a persona "Dark Dragon", seu irmão, então conhecido como Máscara Oriental, recebeu um novo nome e máscara, passando a se chamar Fénix.
Em 2 de dezembro de 2012, a persona Dark Dragon foi abandonada e a AAA o reintroduziu como Pentagón Jr. no grande show de final de ano Guerra de Titanes ("Guerra dos Titãs"). Ele foi apresentado como o arqui-inimigo do recém-introduzido Octagón Jr., assim como o original Pentagón havia sido o arqui-inimigo de Octagón. Octagón, Octagón Jr. e La Parka derrotaram Pentagón Jr., La Parka Negra e Silver Cain. Desde que vários lutadores que usaram o nome Pentagón tiveram má sorte em suas carreiras, existe a lenda de que o nome Pentagón é amaldiçoado. A frase de efeito de Pentagón Jr., "Cero Miedo" (Zero Medo), foi criada para mostrar que ele não tem medo da maldição. Em meados de 2013, Octagón Jr. deixou a AAA, deixando Pentagón Jr. sem direção ou enredo. Em 18 de agosto, no Héroes Inmortales VII, Pentagón participou da Copa Antonio Peña de 2013, mas foi derrotado na primeira rodada por El Hijo del Fantasma. Em 16 de março de 2014, no show Rey de Reyes da AAA, Pentagón Jr. participou de uma Lucha de Apuestas em uma Domo de la Muerte ("Cúpula da Morte"), mas escapou da jaula antes do final, mantendo sua máscara segura. No Triplemanía XXII, realizado em 17 de agosto, Pentagón Jr. participou de uma luta de unificação dos campeonatos AAA Fusión e AAA Cruiserweight em uma luta multi-homens, que foi vencida por El Hijo del Fantasma. Em 17 de novembro, Pentagón Jr. se juntou ao grupo Los Perros del Mal. Em 7 de dezembro, Pentagón Jr. e seu novo companheiro de grupo, Joe Líder, conquistaram o Campeonato Mundial de Duplas da AAA ao derrotarem Los Güeros del Cielo (Angélico e Jack Evans) e Myzteziz e Fénix em uma luta three-way de duplas. Eles perderam o título de volta para Angélico e Evans em 4 de outubro de 2015, no Héroes Inmortales IX.
Em 23 de março de 2016, Pentagón Jr. venceu o Torneio Rey de Reyes de 2016 ao derrotar La Parka e Villano IV. A vitória no Rey de Reyes foi usada para prepará-lo como desafiante para o Campeonato Latino-Americano da AAA, o que culminou com Pentagón Jr. derrotando o então campeão Psycho Clown em 3 de julho. No Triplemanía XXIV, em 28 de agosto, Pentagón Jr. perdeu o campeonato para Johnny Mundo. Mais tarde, Pentagón perdeu uma revanche para Mundo em 20 de janeiro de 2017, no Guerra de Titanes. No dia seguinte, Pentagón anunciou que não trabalhava mais para a AAA, citando insatisfação por se sentir restrito e limitado pela AAA.

### Lucha Underground (2014–2018)
Em agosto de 2014, Pentagón foi anunciado como um dos cinco lutadores da AAA que estrelariam o Lucha Underground, uma nova série de televisão americana no El Rey. Pentagón fez sua estreia no terceiro episódio, em 12 de novembro, onde foi derrotado por seu irmão, Fénix, em uma luta three-way, que também contou com Drago. Nas semanas seguintes, os dois irmãos de verdade desenvolveram uma rivalidade dentro da história. Em 4 de fevereiro de 2015, Pentagón iniciou uma história sobre ele quebrando os braços de seus oponentes, dedicando cada braço quebrado como um sacrifício para seu mestre desconhecido. Em 1 de abril de 2015, Pentagón participou de um torneio para coroar os primeiros Campeões de Trios do LU. Pentagón, Sexy Star e Super Fly foram derrotados por Big Ryck, The Mack e Killshot. Após a luta, Pentagón tentou quebrar o braço de Super Fly, mas Star o salvou. Em 8 de abril de 2015, Pentagón atacou Star e Super Fly, conseguindo quebrar o braço de Super Fly. Em 22 de abril de 2015, Pentagón foi derrotado por Sexy Star. Em 3 de junho de 2015, Pentagón derrotou Sexy Star em uma luta de submissão. Após a luta, Pentagón tentou sacrificar Sexy Star, mas foi interrompido pelo comentarista Vampiro. Depois disso, Pentagón começou a atacar Vampiro, dizendo que o sacrificaria para seu mestre. Durante o Ultima Lucha, em 5 de agosto de 2015, Pentagón Jr. derrotou Vampiro em uma violenta luta Cero Miedo. Após a luta, sob a orientação de Vampiro, Pentagón Jr. quebrou o braço de Vampiro. Vampiro então revelou que era o mestre de Pentagón Jr.
Na estreia da segunda temporada, em 27 de janeiro, Pentagón atacou o então campeão do Lucha Underground, Mil Muertes, após sua defesa bem-sucedida contra Ivelisse, quebrando o braço de Muertes e se tornando "face" no processo. Pentagón desafiou sem sucesso o Campeonato do Lucha Underground contra Matanza Cueto, o irmão monstro "heel" da figura de autoridade Dario Cueto, em 2015. Essa luta foi transmitida com atraso de gravação em 30 de março de 2016. No Ultima Lucha Dos, em 31 de janeiro de 2016, Pentagón adotou o nome "Pentagón Dark" após receber mais "treinamento" de Vampiro, em uma tentativa de desafiar novamente Matanza Cueto pelo Campeonato do Lucha Underground. Depois que sua tentativa de conquistar o título falhou, ele se virou contra Vampiro.
No Aztec Warfare III, Pentagón foi atacado por Black Lotus (que jurou vingança contra Pentagón por quebrar seu braço no Ultima Lucha Dos), juntamente com membros da Black Lotus Triad: Hitokiri, Doku e Yurei, e foi eliminado por Johnny Mundo. Duas semanas depois, ele enfrentou os membros da Triad em uma luta gauntlet, mas perdeu e teve seu braço quebrado por Black Lotus e El Dragon Azteca Jr., que também juraram vingança contra Pentagón por quebrar seu braço. Em 25 de junho, no Ultima Lucha Tres, Pentagón Dark derrotou Son of Havoc em uma luta de escadas para conquistar o Campeonato Gift of the Gods vago, o que também lhe garantiu uma chance futura pelo Campeonato do Lucha Underground. Ele usou sua chance no dia seguinte e derrotou Prince Puma em uma luta "Loser Must Retire" (Perdedor Deve Se Aposentar) para se tornar o novo Campeão do Lucha Underground.
Em 13 de junho de 2018, o Lucha Underground exibiu o primeiro episódio da 4ª temporada. No primeiro episódio, Pentagón Dark venceu o Aztec Warfare para reter o título, tornando-se a primeira pessoa a conseguir tal feito.

### Pro Wrestling Guerrilla (2015–2019)
Em 28 de agosto de 2015, Pentagón Jr. fez sua estreia na Pro Wrestling Guerrilla (PWG) ao entrar no torneio Battle of Los Angeles de 2015, derrotando Drago em sua luta da primeira rodada. Ele foi eliminado do torneio em sua luta da segunda rodada dois dias depois por Zack Sabre Jr., eventual vencedor do torneio. Em 2 de setembro de 2016, Pentagón Jr. retornou à PWG, entrando no Battle of Los Angeles de 2016, do qual foi eliminado na primeira rodada por Marty Scurll. Dois dias depois, Pentagón Jr. e Fénix desafiaram sem sucesso os Young Bucks (Matt Jackson e Nick Jackson) pelo Campeonato Mundial de Duplas do PWG.
Em 18 de março de 2017, Penta el 0M e Rey Fénix derrotaram The Young Bucks e a equipe formada por Matt Sydal e Ricochet em uma luta three-way de duplas para conquistar o Campeonato Mundial de Duplas do PWG. Em 20 de outubro, Penta e Fénix perderam o campeonato para The Chosen Bros (Jeff Cobb e Matt Riddle), encerrando seu reinado de 216 dias.

### Circuito independente (2015–2019)
Com a estreia do Lucha Underground na televisão americana, Pentagón Jr. começou a trabalhar no circuito independente dos Estados Unidos, atuando para várias promoções quando sua agenda na AAA permitia. Ele começou a trabalhar para diversas promoções na América Latina e nos Estados Unidos.
Em 23 de julho de 2016, Pentagón Jr. derrotou Sami Callihan para conquistar o Campeonato de Pesos Pesados da AAW: Professional Wrestling Redefined. Em 8 de outubro de 2016, Pentagón Jr. colocou o campeonato em jogo em uma Lucha de Apuestas de duplas, onde seu irmão Fénix colocou sua máscara em jogo, enquanto seus oponentes arriscavam o cabelo (Callihan) ou a carreira (Jake Crist). A luta terminou quando Callihan fez o pin em Pentagón Jr. para reconquistar o campeonato.
Durante um show da promoção The Crash Lucha Libre em 21 de janeiro de 2017, Pentagón Jr., Daga e Garza Jr. entraram no ringue e mais tarde confirmaram que haviam deixado a AAA. Como a AAA detinha a marca registrada do nome Pentagón Jr., ele revelou que passaria a ser conhecido como "Penta el 0M" ("Cero Miedo", "Zero Medo"). Os três esperavam poder usar o nome Perros del Mal no circuito independente, mas não conseguiram obter os direitos, e em 24 de janeiro, Penta anunciou que estava deixando o Perros del Mal. Em 27 de janeiro, Penta, Daga, Garza e Fénix el Rey anunciaram a formação de um novo grupo no The Crash, chamado La Rebelión ("A Rebelião").
Em 1º de setembro de 2018, Penta El Zero perdeu para Kenny Omega no super show de wrestling independente All In. Após a luta, as luzes se apagaram e, quando se acenderam novamente, Chris Jericho, vestido como Pentagon, atacou Omega antes de remover sua máscara para revelar sua identidade.

### Major League Wrestling (2018–2019)

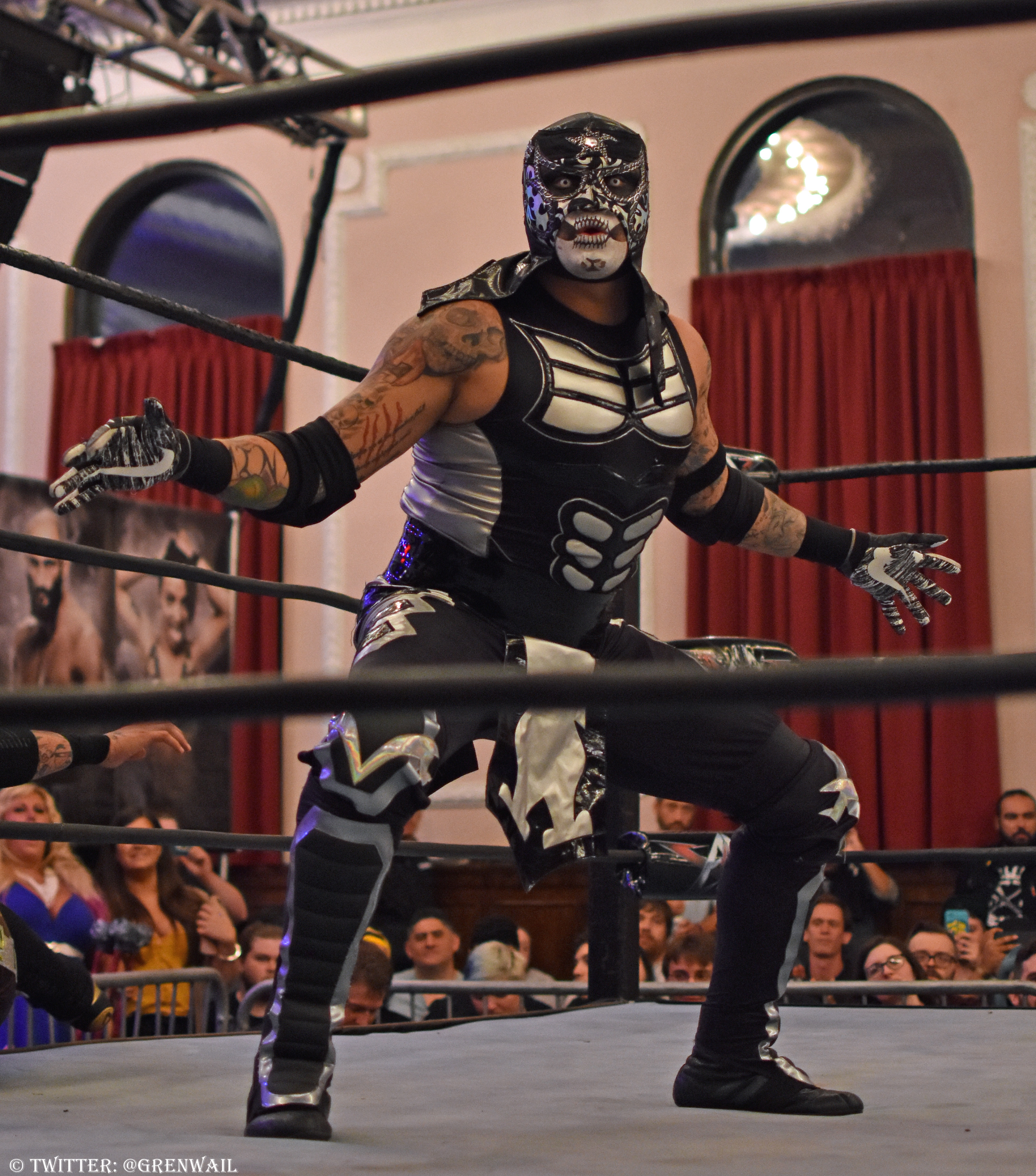
Pentagon em 2018.

Penta 0M fez sua estreia na Major League Wrestling (MLW), com sede nos Estados Unidos, em 11 de janeiro de 2018, onde derrotou seu irmão Rey Fénix como parte do show "Zero Hour" da MLW. Essa luta foi gravada para o episódio de estreia do MLW Fusion, que iria ao ar no BeIN Sports em 20 de abril de 2018. Mais tarde, ele conquistou uma luta pelo Campeonato Mundial de Pesos Pesados da MLW, de Shane Strickland, mas perdeu a luta. No mês seguinte, Los Lucha Bros (Pentagón e Fénix) derrotaram o "Team TBD" (Jason Cade e Jimmy Yuta) e The Dirty Blondes (Leo Brien e Mike Patrick) para se tornarem os primeiros campeões do Campeonato Mundial de Duplas da MLW no reinício da MLW. A rivalidade de longa data entre Penta 0M e L.A. Park também se tornou parte da storyline na MLW, levando a L.A. Park a derrotar Pentagón em uma luta "Mexican Massacre" sem desqualificação em 9 de setembro de 2018. A luta Mexican Massacre foi posteriormente selecionada como a "Luta do Ano da MLW" de 2018. No MLW Fightland, realizado em 8 de novembro de 2018, Los Lucha Bros defenderam com sucesso o Campeonato Mundial de Duplas da MLW contra L.A. Park e seu filho El Hijo de L.A. Park.
Após sua rivalidade com L.A. Park, os Lucha Bros começaram a entrar em uma rivalidade com The Hart Foundation (Teddy Hart, Davey Boy Smith Jr. e Brian Pillman Jr.) pelo Campeonato de Duplas da MLW. Em 4 de janeiro de 2019, no episódio do MLW Fusion, Pentagón perdeu para Teddy Hart. A equipe manteve os títulos até 2 de fevereiro de 2019, quando perdeu o Campeonato de Duplas da MLW para The Hart Foundation (Teddy Hart e Davey Boy Smith Jr.). Penta e Fénix apareceram no evento da MLW, Intimidation Games, realizado em 2 de março de 2019.

### Impact Wrestling (2018–2019)
Pentagón Jr. fez sua estreia no Impact Wrestling em um evento co-promovido "Impact Wrestling vs Lucha Underground" durante o WrestleCon 2018, vencendo uma luta three-way contra Fénix e o campeão mundial do Impact, Austin Aries. Foi anunciado em seguida que Pentagón Jr. enfrentaria Fénix em uma luta individual no evento pay-per-view Redemption do Impact. No entanto, após a demissão de Alberto El Patrón da promoção, Pentagón Jr. e Fénix foram anunciados como substitutos de El Patrón no evento principal, desta vez pelo Campeonato Mundial do Impact. Pentagón Jr. venceu a luta, conquistando o Campeonato Mundial do Impact. Durante a gravação do Impact Wrestling no dia seguinte, Pentagón Jr. defendeu com sucesso o campeonato contra Eli Drake e depois contra Jimmy Jacobs, antes de perder o título para Austin Aries na noite seguinte, encerrando as gravações de televisão do Impact Wrestling para a semana. A luta pelo campeonato foi exibida na televisão dos EUA como parte do episódio especial Under Pressure em 31 de maio.
Em 3 de junho, Pentagón Jr. foi o principal atração do evento especial "One Night Only" do Impact Wrestling chamado Zero Fear (nomeado a partir de seu bordão Cero Miedo), onde venceu Eli Drake e Moose. Na primavera e verão de 2018, Pentagón Jr. iniciou uma rivalidade com Sami Callihan, que ele enfrentou em diversas ocasiões em várias promoções, tanto na televisão quanto fora dela. A rivalidade foi construída ao longo de várias transmissões do Impact e foi planejada para culminar em uma luta no pay-per-view Slammiversary. A estipulação para a luta acabou se tornando uma "máscara contra cabelo", após Callihan tentar remover a máscara de Pentagón Jr. ao atacá-lo com um taco de beisebol. No Slammiversary, Pentagón Jr. venceu Callihan e procedeu a raspar o cabelo de Callihan, conforme as estipulações da luta. Em 12 de janeiro de 2019, Pentagón e Fénix derrotaram o Latin American Xchange (LAX) durante as gravações de TV no México para conquistar o Campeonato de Duplas do Impact. No Rebellion, eles perderam os títulos de volta para o LAX em uma luta Full Metal Mayhem.

### Retorno à AAA (2018–2023)
Em 5 de junho de 2018, foi anunciado que Pentagón Jr. retornaria à AAA, participando da luta Poker de Ases ("Ases de Poker") no evento Triplemanía XXVI, colocando sua máscara em jogo contra Psycho Clown, El Hijo del Fantasma e L.A. Park. Em 2 de agosto, Pentagón, fazendo equipe com L.A. Park, derrotou Psycho Clown e Pagano, sendo essa sua primeira vitória após um ano de sua saída em janeiro de 2017.

### Consejo Mundial de Lucha Libre (2018–2019, 2024)
Na primavera de 2018, Penta El 0M lutou contra Carístico no circuito independente mexicano, após o que ameaçou Carístico dizendo que "visitaria a casa de Carístico", fazendo referência à promoção Consejo Mundial de Lucha Libre (CMLL). Em 29 de junho de 2018, Penta El 0M fez uma aparição surpresa durante o evento principal do show Super Viernes da CMLL, atacando Carístico durante a luta.
Foi anunciado em julho de 2024 que Pentagón Jr. e seus companheiros de grupo do Death Triangle, Pac e Fénix, fariam sua estreia como equipe no show Super Viernes da CMLL em 27 de julho. No evento, Pentagón foi anunciado com o nome de ringue Lucha Brother, enquanto Fénix foi anunciado como King. O Death Triangle foi derrotado por Místico, Máscara Dorada e Volador Jr. por desqualificação em uma luta de trios.

### All Elite Wrestling / Ring of Honor (2019–2024)
Durante um show no circuito independente na Geórgia, The Young Bucks subiram ao ringue para oferecer um contrato da All Elite Wrestling (AEW) aos Lucha Brothers em uma confrontação que terminou com um acordo verbal e um aperto de mãos. Foi revelado posteriormente que Pentagon Jr. e Rey Fénix haviam concordado com um contrato não exclusivo com a AEW, devido às suas obrigações legais com o Lucha Underground. Em 7 de fevereiro de 2019, no evento de anúncio de ingressos da All Elite Wrestling, realizado na MGM Grand Pool Splash, em Las Vegas, Nevada, The Young Bucks estavam saindo do palco quando a música dos Lucha Brothers tocou, marcando a primeira aparição de Pentagon Jr. e Fénix com a empresa. As duas equipes se enfrentaram antes de uma briga começar, com Pentagon atingindo Matt Jackson primeiro, enquanto Fénix derrubava Nick Jackson com um super-kick. Pentagon então executou um package-piledriver em Matt Jackson no palco, antes de fazer promos e se anunciarem para o próximo pay-per-view de estreia da empresa, Double Or Nothing, antes de saírem do palco. No Double Or Nothing, Pentagon Jr. e seu parceiro Fénix perderam seus títulos de campeões mundiais de duplas AAA para The Young Bucks. Eles recuperaram os títulos em uma revanche organizada pela AAA no Verano de Escándalo. Isso levou a uma luta de trios no AEW Fyter Fest, onde os Lucha Brothers se uniram a Laredo Kid em outra derrota contra The Young Bucks e Kenny Omega. No episódio de 30 de outubro de 2019 do AEW Dynamite, os Lucha Brothers perderam para SoCal Uncensored na final de um torneio para decidir os primeiros campeões mundiais de duplas da AEW.
Em 4 de março de 2020, os Lucha Brothers formaram um trio com Pac, conhecido como Death Triangle, confirmando sua virada para heel no processo. Eles fizeram sua estreia como equipe contra Joey Janela e o Private Party, derrotando-os. No entanto, com Pac preso no Reino Unido devido a restrições de viagem, os Lucha Brothers formaram uma aliança com Eddie Kingston, além de The Butcher e The Blade. Em 18 de novembro de 2020, Penta e Fénix novamente viraram faces e reviveram sua aliança com o Death Triangle ao salvarem Pac durante uma agressão de Kingston, Butcher e Blade. Em agosto de 2021, foi anunciado que os Lucha Brothers participariam de um torneio eliminatório de quatro equipes por uma chance de disputar o Campeonato Mundial de Duplas da AEW, com os vencedores enfrentando The Young Bucks no All Out em uma luta dentro de uma jaula de aço. Os Lucha Brothers derrotaram os Varsity Blonds na edição de 25 de agosto do Dynamite e depois venceram o Jurassic Express na edição de 27 de agosto do Rampage para se tornarem os desafiantes número um. Eles então derrotaram os Young Bucks no pay-per-view All Out, conquistando pela primeira vez o Campeonato Mundial de Duplas da AEW. A luta foi amplamente elogiada pelos críticos como uma das maiores lutas em jaula de aço de todos os tempos e uma das melhores lutas na história da AEW. Em 16 de outubro de 2021, em uma edição especial de sábado do AEW Dynamite, Penta e Fénix perderam seus títulos de Campeões Mundiais de Duplas AAA para FTR, disfarçados como a fictícia equipe de luchadores Las Super Ranas. No episódio de 5 de janeiro de 2022 do Dynamite, Jurassic Express derrotou os Lucha Brothers para conquistar seu primeiro Campeonato Mundial de Duplas da AEW.
No episódio de 23 de fevereiro de 2022 do Dynamite, Penta Oscuro fez sua estreia ao lado de Pac, derrotando os Kings of the Black Throne (Brody King e Malakai Black). Antes da luta, ele foi acompanhado por Alex Abrahantes, carregava uma pá, usava um capô preto com um traje de ringue totalmente preto e estreou o nome "Penta Oscuro" (Penta Sombrio), uma referência à sua personagem no Lucha Underground, "Pentagon Dark". No evento Revolution (buy-in), Penta Oscuro e Pac se uniram a Erick Redbeard para uma luta de trios contra o House of Black (agora completo com Buddy Matthews), mas acabaram perdendo. No episódio de 7 de setembro de 2022 do Dynamite, Penta Oscuro, Pac e Fénix conquistaram o Campeonato Mundial de Trios da AEW, derrotando os Best Friends.
O trio fez sua primeira defesa como campeões de trios, derrotando The Dark Order na edição de 7 de outubro do Rampage. Logo após, eles começaram uma rivalidade com The Elite e participaram de uma série melhor de sete lutas com eles ao longo dos meses seguintes. A série melhor de sete culminou na edição de 11 de janeiro de 2023 do Dynamite, onde The Elite derrotaram o Death Triangle em uma luta de escadas para se tornarem os novos campeões de trios, encerrando o reinado dos Lucha Brothers após 126 dias. Em 2023, os Lucha Brothers começaram a aparecer na promoção irmã da AEW, Ring of Honor (ROH). No Supercard of Honor, em 31 de março de 2023, os Lucha Brothers derrotaram Top Flight (Dante e Darius Martin), The Kingdom (Matt Taven e Mike Bennett), Aussie Open (Kyle Fletcher e Mark Davis) e La Facción Ingobernable (Rush e Dralístico) em uma luta de escadas "Reach for the Sky" para conquistar o Campeonato Mundial de Duplas da ROH, que estava vago. No Double or Nothing, em 28 de maio, tanto Pentagon quanto Fénix competiram na Blackjack Battle Royale pelo Campeonato Internacional da AEW, mas ambos não tiveram sucesso. Em 21 de julho, no Death Before Dishonor, os Lucha Brothers perderam o Campeonato Mundial de Duplas da ROH para Aussie Open em uma luta four-way de duplas. No All In, em 27 de agosto, Pentagon, junto com todos os três membros do Best Friends e Eddie Kingston, derrotaram todos os membros do Blackpool Combat Club e Santana e Ortiz na luta Stadium Stampede. No Double or Nothing, em 26 de maio de 2024, o Death Triangle desafiou o Bang Bang Gang pelos Campeonatos Mundiais de Trios da AEW, mas não teve sucesso. No episódio de 17 de julho do Rampage, Penta e Fénix derrotaram o Private Party, que acabou sendo sua última aparição na AEW. Em 30 de novembro, foi relatado que o contrato de Pentagon com a AEW havia expirado, marcando o fim de seu vínculo de cinco anos com a promoção.

### WWE (2025–presente)

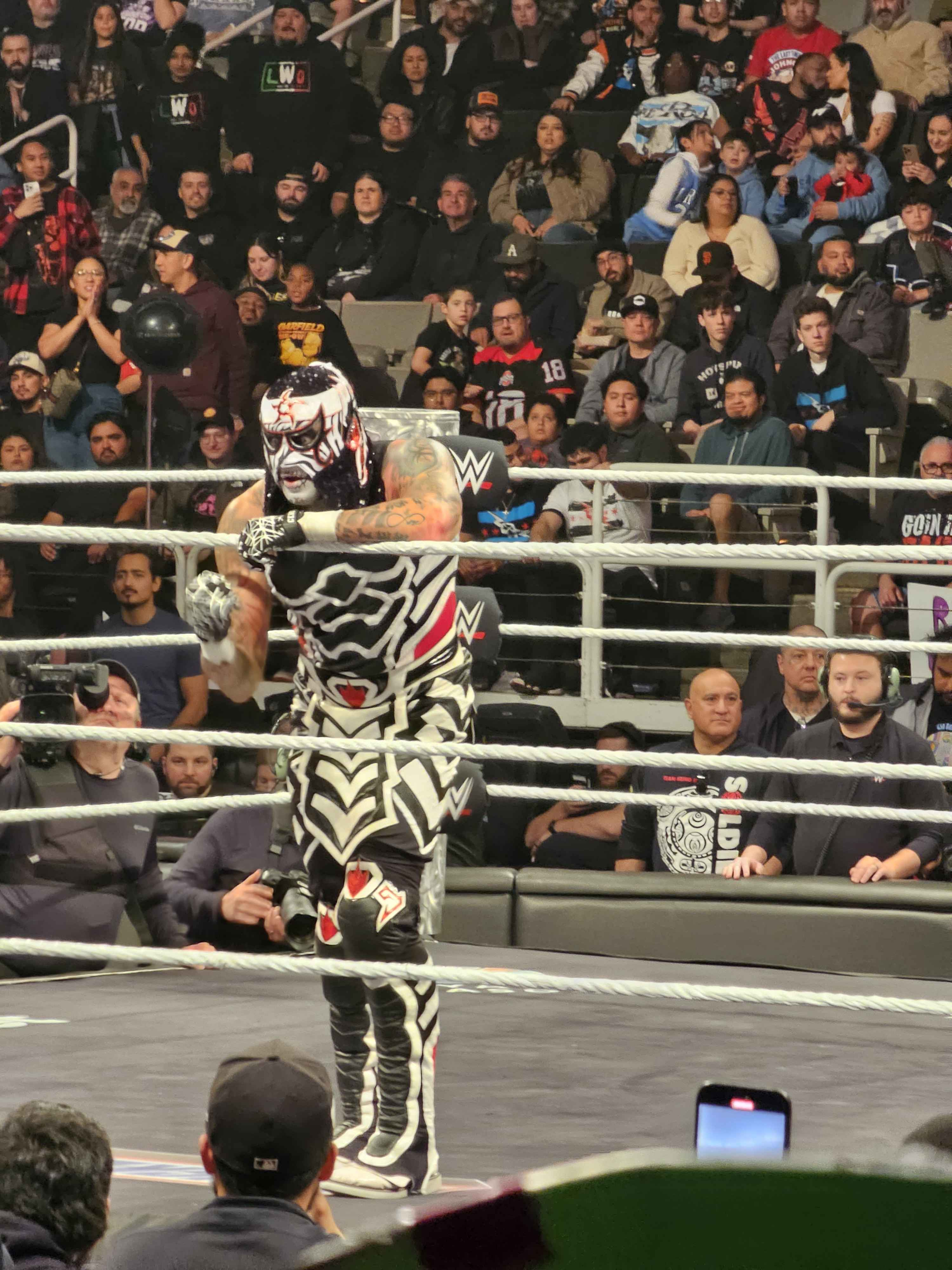
Penta durante sua estreia na WWE, em janeiro de 2025.

Em 6 de janeiro de 2025, durante a estreia do Raw na Netflix, um vídeo foi exibido provocando a estreia de Pentagón na WWE. Ele fez sua estreia oficial na WWE no episódio seguinte do Raw, sob o nome de ringue Penta, derrotando Chad Gable. Após a luta, ele declarou "Penta new era" na WWE. Em 1 de fevereiro de 2025, Penta participou de sua primeira luta Royal Rumble, entrando na segunda posição, logo após outra lenda da lucha libre, Rey Mysterio. Ele foi o "ironman" da edição, permanecendo no ringue durante mais tempo do que qualquer outro participante, com um tempo total de 42 minutos e 4 segundos, antes de ser eliminado por Finn Bálor. Em 20 de abril, Penta participou de sua primeira WrestleMania, na Noite 2 da WrestleMania 41, onde lutou pelo Campeonato Intercontinental da WWE, em uma luta fatal four-way, contra o então campeão Bron Breakker, Finn Bálor e Dominik Mysterio, que saiu vitorioso. Na noite seguinte, no Raw, ele teve uma nova chance pelo título ao enfrentar Mysterio, mas foi derrotado após interferência de Carlito e JD McDonagh, membros do The Judgment Day. A rivalidade entre os dois continuou até o evento Backlash, onde foi novamente derrotado, desta vez após interferência de El Grande Americano. Penta também participou da tradicional luta de escadas Money in the Bank, que foi vencida por Seth Rollins.

## Vida pessoal
Pentagón tem dois irmãos que também são lutadores profissionais, incluindo seu irmão mais novo, Rey Fénix. Ele é pai de três filhas, que estavam sentadas na primeira fila durante sua estreia na WWE.
Ele tem uma amizade próxima com George Kittle, jogador da NFL. Kittle frequentemente incorpora o gesto característico de Pentagón, o "Cero Miedo" (em português, "Sem Medo" ou "Zero Medo"), em suas comemorações durante os jogos. Pentagón é torcedor do Pachuca.

## Títulos e prêmios
- All Elite Wrestling

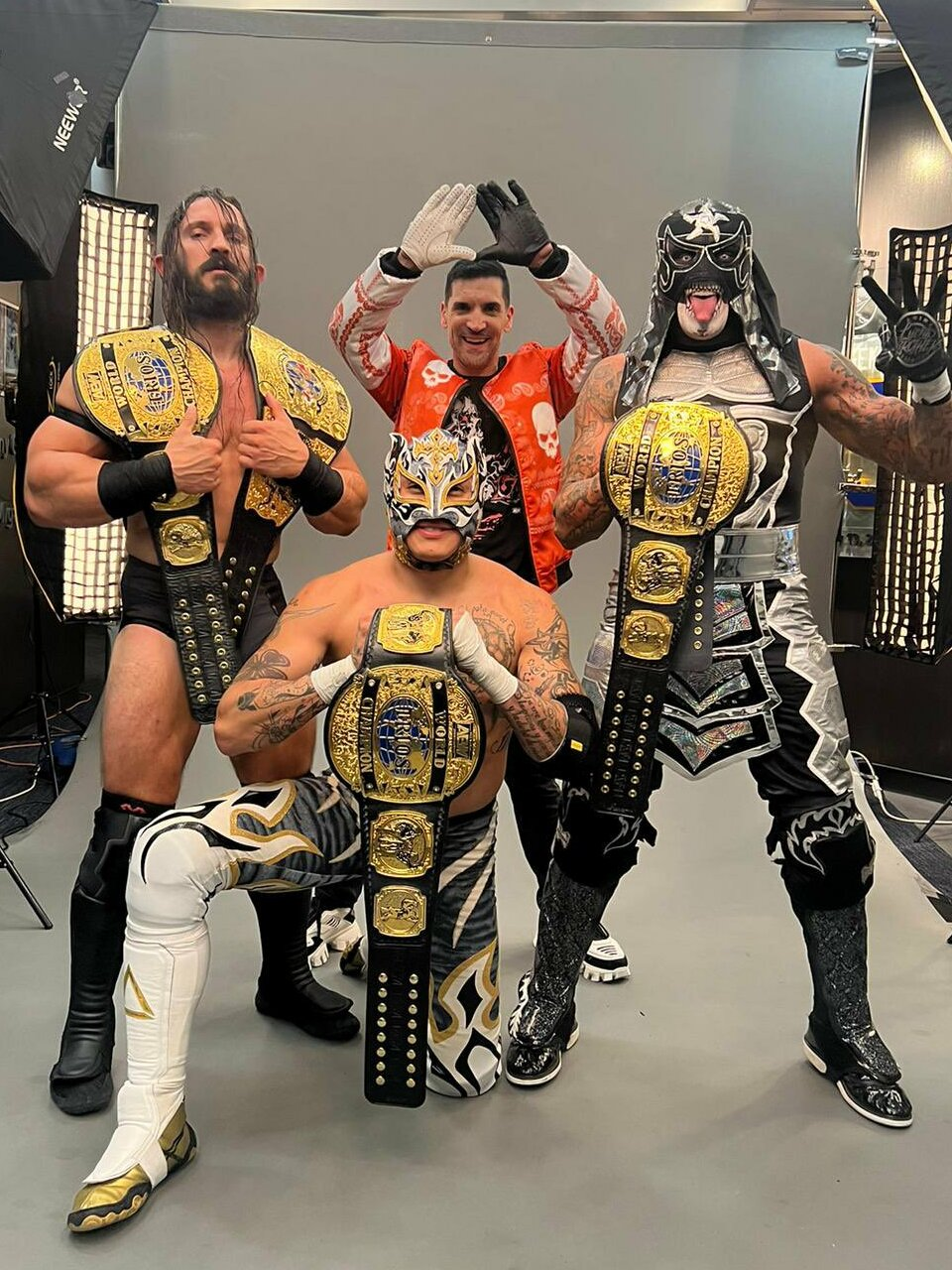
Penta El Zero Miedo como parte do Death Triangle, detentor do Campeonato Mundial de Trios da AEW em 2023.

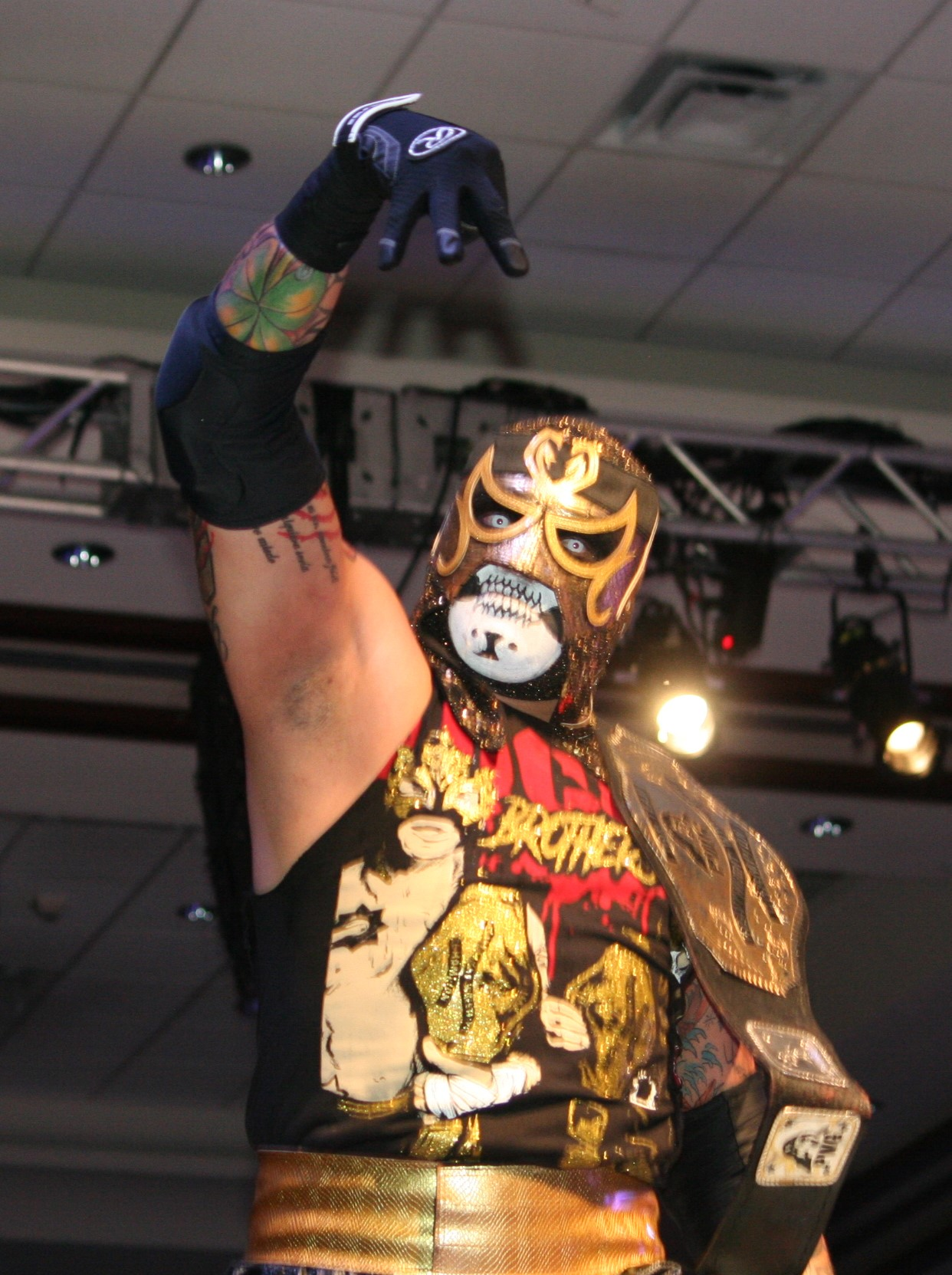
Pentagón Jr. como campeão mundial de duplas da PWG em 2017.

  - Campeonato Mundial de Duplas da AEW (1 vez) – com Rey Fénix[99]
  - Campeonato Mundial de Trios da AEW (1 vez)[100][101] – com Pac e Rey Fénix
  - AEW World Tag Team Championship Eliminator Tournament (2021) – com Rey Fénix[102]
  - Dynamite Award (1 vez)
    - Melhor Luta de Duplas (2022) – Young Bucks vs Lucha Brothers, luta em uma jaula de aço
- AAW: Professional Wrestling Redefined
  - AAW Heavyweight Championship (1 vez)[48]
  - AAW Heritage Championship (1 vez)
  - AAW Tag Team Championship (1 vez) – com Rey Fénix
  - Quinto Campeão Triple Crown
- CBS Sports
  - Dupla do Ano (2019) – com Fénix[103]
- The Crash Lucha Libre
  - The Crash Cruiserweight Championship (1 vez)[104]
  - The Crash Tag Team Championship (1 vez) – com The King
- Fight Club: Pro
  - Dream Team Invitational (2019) – com Rey Fénix
- House of Glory
  - HOG Tag Team Championship (1 vez) – com Fénix
- Impact Wrestling
  - Campeonato Mundial do Impact (1 vez)
  - Campeonato Mundial de Duplas do Impact (1 vez) – com Fénix[105]
  - Impact Year End Awards (2 vezes)
    - Finalizador do Ano (2018) – Pentagon Driver
    - Luta do Ano (2018) vs. Sami Callihan no Slammiversary XVI
- Lucha Libre AAA Worldwide
  - AAA Latin American Championship (1 vez)[29]
  - AAA World Mixed Tag Team Championship (1 vez) – com Sexy Star[106][107]
  - AAA World Tag Team Championship (3 vezes) – com Joe Líder (1)[108] e Fénix (2)[109][110]
  - Lucha Fighter (Masculino 2020)[111]
  - Rey de Reyes (2016)[28]
  - Ruleta de la Muerte (2022)
  - Lucha Libre World Cup: Divisão Masculina de 2023 – com Laredo Kid e Taurus[112]
  - Rudo do Ano (2014, 2015)[113][114]
  - Lutador do Ano (2015)[114]
- Lucha Maniaks
  - Lucha Maniaks Tag Team Championship (1 vez) – com Rey Fénix
- Lucha Underground
  - Gift of the Gods Championship (1 vez)[40]
  - Lucha Underground Championship (2 vezes)[40]
  - Aztec Warfare IV
- Mucha Lucha Atlanta
  - MLA Heavyweight Championship (1 vez)
- Major League Wrestling
  - MLW World Tag Team Championship (1 vez) – com Rey Fénix[56]
- Circuito independente mexicano
  - Mexican Strong Style Championship (1 vez)
  - WCW Intercontinental Championship (1 vez)[15]
- Perros del Mal Producciones
  - Perros del Mal Light Heavyweight Championship (2 vezes)[115]
- PCW Ultra
  - PCW Heavyweight Championship (2 vezes)[116]
- Pro Wrestling Guerrilla
  - Campeonato Mundial de Duplas da PWG (1 vez) – com Rey Fénix[46]
- Pro Wrestling Illustrated
  - PWI o colocou na #28ª posição dos 500 melhores lutadores individuais no PWI 500 em 2019[117]
- Ring of Honor
  - Campeonato Mundial de Duplas da ROH (1 vez) – com Rey Fénix[118]
- Robles Promotion
  - Robles Heavyweight Championship (1 vez)
- Wrestling Alliance Revolution
  - WAR World Tag Team Championship (1 vez) – com Rey Fénix[119]
- Wrestling Superstar
  - Wrestling Superstar World Submission Lucha Championship (1 vez)[120]
- Xtreme Mexican Wrestling
  - XMW Tag Team Championship (1 vez) – com Fénix[121]
- Wrestling Observer Newsletter
  - Dupla do Ano (2019) – com Rey Fénix
  - Luta de Wrestling Profissional do Ano (2021) – com Rey Fénix vs. os Young Bucks no All Out

## Luchas de Apuestas
| Vencedor (aposta)      | Perdedor (aposta)         | Local                                               | Evento                                | Data                  | Notas             |
| ---------------------- | ------------------------- | --------------------------------------------------- | ------------------------------------- | --------------------- | ----------------- |
| Zaius (máscara)        | Mesalla (campeonato)      | San Cristóbal Ecatepec de Morelos, Estado do México | BJC Show                              | 26 de julho de 2009   | [ 15 ]            |
| Sami Callihan (cabelo) | Pentagón Jr. (campeonato) | Berwyn, Illinois                                    | Jim Lynam Memorial Tournament – Day 2 | 8 de outubro de 2016  | [ Note 1 ] [ 49 ] |
| Pentagón Jr. (máscara) | Sami Callihan (cabelo)    | Toronto, Ontário, Canadá                            | Slammiversary XVI                     | 22 de julho de 2018   |                   |
| Pentagón Jr. (máscara) | Villano IV (máscara)      | Cidade do México, México                            | Triplemanía XXX                       | 15 de outubro de 2022 | [ Note 2 ]        |